# Tajudeen Abdul-Raheem
Tajudeen Abdul-Raheem (Funtua, Nigèria, 1961 - 25 de maig del 2009, Nairobi, Kenya)
fou secretari general del Pan-African Movement, director de Justice Africa, Diputat Director de la Campanya del Mil·lenni de les Nacions Unides per Àfrica. També va escriure per diaris i revistes sobre Àfrica. Va morir en un accident de trànsit.